# België op het Eurovisiesongfestival 1965
België nam deel aan het Eurovisiesongfestival 1965 in de Italiaanse stad Napels. Het was de tiende deelname van het land op het Eurovisiesongfestival. Zangeres Lize Marke was in Napels niet succesvol, en eindigde op een gedeelde laatste plaats met 0 punten.

## Selectie
De Belgische finale Eurovisie Songfestival was een televisieprogramma van de BRT waarin de kandidate voor het Eurovisiesongfestival 1965 werd voorgesteld en haar liedje werd gekozen.
Ondanks het succes was er geen Canzonissima in 1965. Lize Marke werd door de BRT aangeduid als kandidate voor Napels. De weken voor de finale in het Amerikaans Theater te Brussel gingen gepaard met grote geheimzinnigheid van de omroep uit. Men wilde geen liedjestitels, componisten of juryleden bij naam noemen, iets wat de argwaan van pers en publiek deed toenemen. Tijdens de finale werden de zes uitgekozen nummers beoordeeld door een jury met tien "professionelen" en een met tien "vertegenwoordigers van het publiek", die aangeduid werden via de gewestelijke omroepen van BRT 2. Als het weer lente is won voor Een wereld zonder jou, de favoriet van de zangeres zelf.
| Plaats | Artiest    | Lied                  | Punten |
| ------ | ---------- | --------------------- | ------ |
| 1      | Lize Marke | Als het weer lente is | 317    |
| 2      | Lize Marke | Een wereld zonder jou | 285    |
| 3      | Lize Marke | Regenlied             | 277    |
| 4      | Lize Marke | Zoals                 | 270    |
| 5      | Lize Marke | Jij bent onmisbaar    | 266    |
| 6      | Lize Marke | Jij alleen            | 249    |

1956 · 1957 · 1958 · 1959 · 1960 · 1961 · 1962 · 1963 · 1964 · 1965 · 1966 · 1967 · 1968 · 1969 · 1970 · 1971 · 1972 · 1973 · 1974· 1975 · 1976 · 1977 · 1978 · 1979 · 1980 · 1981 · 1982 · 1983 · 1984 · 1985 · 1986 · 1987 · 1988 · 1989 · 1990 · 1991 · 1992 · 1993 · 1994 · 1995 · 1996 · 1997 · 1998 · 1999 · 2000 · 2001 · 2002 · 2003 · 2004 · 2005 · 2006 · 2007 · 2008 · 2009 · 2010 · 2011 · 2012 · 2013 · 2014 · 2015 · 2016 · 2017 · 2018 · 2019 · 2020 · 2021 · 2022 · 2023 · 2024 · 2025